# 格羅薩峰
46°35′55″N 9°40′14″E / 46.59858°N 9.67054°E

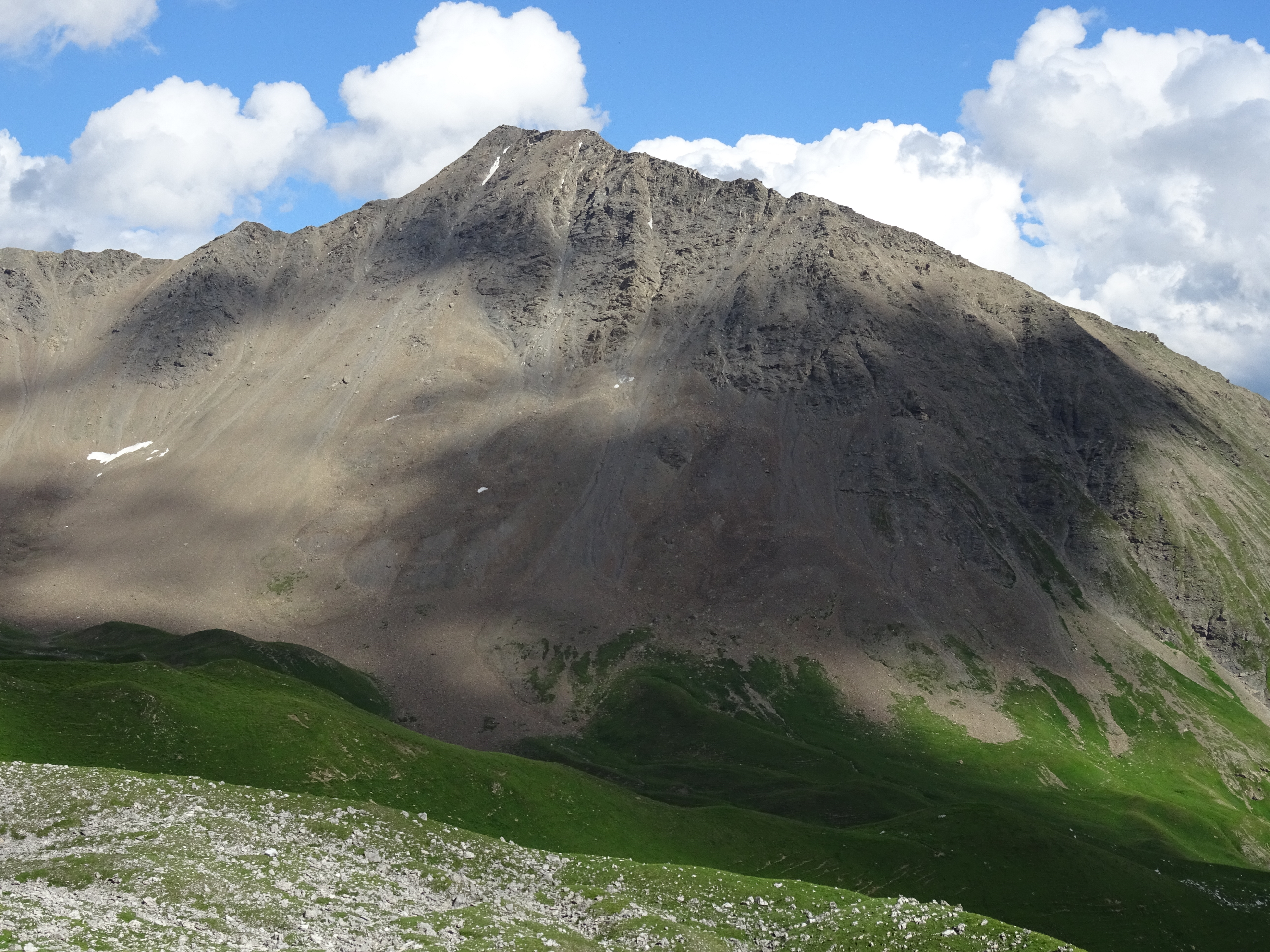

格羅薩峰（Pizza Grossa），是瑞士的山峰，位於該國東南部，由格勞賓登州負責管轄，屬於阿爾布拉山脈的一部分，距離廷岑山1.3公里，海拔高度2,939米，每年平均降雨量1,729毫米。